# Milladore
Milladore is een plaats (village) in de Amerikaanse staat Wisconsin, en valt bestuurlijk gezien onder Portage County en Wood County.

## Demografie
Bij de volkstelling in 2000 werd het aantal inwoners vastgesteld op 268. In 2006 is het aantal inwoners door het United States Census Bureau geschat op 257, een daling van 11 (-4,1%).

## Geografie
Volgens het United States Census Bureau beslaat de plaats een oppervlakte van 2,6 km², geheel bestaande uit land.

## Plaatsen in de nabije omgeving
De onderstaande figuur toont nabijgelegen plaatsen in een straal van 16 km rond Milladore.